# دانشگاه آزاد اسلامی واحد قائم‌شهر
دانشگاه آزاد اسلامی واحد قائم‌شهر (با نام پیشین دانشگاه آزاد اسلامی مازندران)، دانشگاهی غیردولتی در قائم‌شهر است که موقعیت آن در جاده نظامی قرار دارد. این دانشگاه قدیمی‌ترین و نخستین واحد دانشگاه آزاد اسلامی در استان مازندران و شمال ایران است که در اردیبهشت سال ۱۳۶۲ آغاز به کار کرد.

## پیشینه
دانشگاه آزاد اسلامی واحد قائم‌شهر با نام اولیه دانشگاه آزاد اسلامی مازندران با حمایت فرمانداری و خیرین قائم‌شهر در سال ۱۳۶۲ خورشیدی بنیان‌گذاری شد. این دانشگاه به‌عنوان یکی از بزرگ‌ترین دانشگاه‌های شمال کشور به‌شمار می‌آید. این دانشگاه در ابتدا با ۵ رشته تحصیلی مهندسی عمران، برق، مکانیک، امور دامی و کشاورزی کار خود را آغاز کرد و در حال حاضر با درجه بسیار بزرگ و کسب امتیاز دانشگاه جامع، دارای ۳۵ رشته دکتری تخصصی، ۸۵ رشته کارشناسی ارشد، ۷۴ رشته کارشناسی و کارشناسی ناپیوسته و ۳۸ رشته کاردانی پیوسته و ناپیوسته در گرایش‌های مختلف است.
این دانشگاه در ۷۲۰۰۰ هزار متر مربع فضای آموزشی در جاده نظامی در دامنه رشته کوه البرز ایجاد شده است. ۸۴ آزمایشگاه و کارگاه، ۳ لابراتوار زبان، یک مجموعه ورزشی، مرکز اطلاع‌رسانی و کتابخانه دیجیتالی از امکانات این دانشگاه هستند. بهره‌مند است. گفته می‌شود این دانشگاه حدود ۵۰ هزار دانشجو، حدود ۱۰۰۰ عضو هیئت علمی و حدود ۱۰۰۰ کارمند دارد.

## مراکز و دانشکده‌ها
دانشگاه آزاد قائم‌شهر دارای ۵ دانشکده است که عبارت اند از: دانشکده فنی و مهندسی، دانشکده علوم انسانی، دانشکده کشاورزی، دانشکده علوم پایه، دانشکده منابع طبیعی.
یک مرکز در ابتدای جاده نظامی و مرکز دیگر در اواسط جاده نظامی قرار دارد که بیشتر کلاس دانشجویان و همینطور امور ثبتنام در مرکز اول برگزار میشود.
همچنین مدارس سما و آموزشکده‌های سما وابسته به دانشگاه آزاداسلامی واحد قائم‌شهر که مربوط به کودکان، نوجوانان و جوانان است. هم‌اکنون در حوزه معاونت سما، ۳ دبستان، ۲ مدرسه راهنمایی، ۳ دبیرستان و ۱ هنرستان فنی با حدود ۱۵۰۰ دانش آموز و ۲ آموزشکده با ۱۷۰۰ دانشجو و یک مؤسسه زبان انگلیسی دایر است.

## فارغ التحصیلان
- بهداد سلیمی
- حسن یزدانی
- علی علیپور
- سجاد انوشیروانی
- بهادر مولایی
- محسن حاجی‌پور
- سجاد عباسی
- فاطمه چالاکی